# Circobotys
Circobotys is een geslacht van vlinders van de familie van de grasmotten (Crambidae), uit de onderfamilie van de Pyraustinae. De wetenschappelijke naam voor dit geslacht is voor het eerst voorgesteld door Arthur Gardiner Butler in een publicatie uit 1879.

## Soorten
- C. albimarginata Wang, 2018
- C. arrogantalis (Tams, 1927)
- C. aurealis (Leech, 1889)
- C. aurimargo Warren, 1896
- C. brevivittalis (Hampson, 1896)
- C. butleri (South, 1901)
- C. caffralis (Hampson, 1910)
- C. cryptica Munroe & Mutuura, 1969
- C. elegans Munroe & Mutuura, 1969
- C. elongata Munroe & Mutuura, 1969
- C. flaviciliata (Hampson, 1910)
- C. flavimarginalis Wang, 2018
- C. fuscalis Hampson, 1891
- C. heterogenalis (Bremer, 1864)
- C. limbata Moore, 1888
- C. mabillealis (Viette, 1953)
- C. malaisei Munroe & Mutuura, 1970
- C. minutimacularis Wang, 2018
- C. nigrescens (Moore, 1888)
- C. nycterina Butler, 1879
- C. obscuralis (South, 1901)
- C. obscuriptera Wang, 2018
- C. occultilinea (Walker, 1863)
- C. plebeia Munroe & Mutuura, 1969
- C. serratilinearis Wang, 2018
- C. sinisalis (Walker, 1859)
- C. sinuata Wang, 2018
- C. unicolor Wang, 2018